# Melipotis bimaculata
Melipotis bimaculata là một loài bướm đêm trong họ Erebidae.